# Aglossa asiatica
Aglossa asiatica is een vlinder uit de familie snuitmotten (Pyralidae). De wetenschappelijke naam is voor het eerst geldig gepubliceerd in 1872 door Erschoff.
De soort komt voor in Europa.